# Driehoek (Israël)

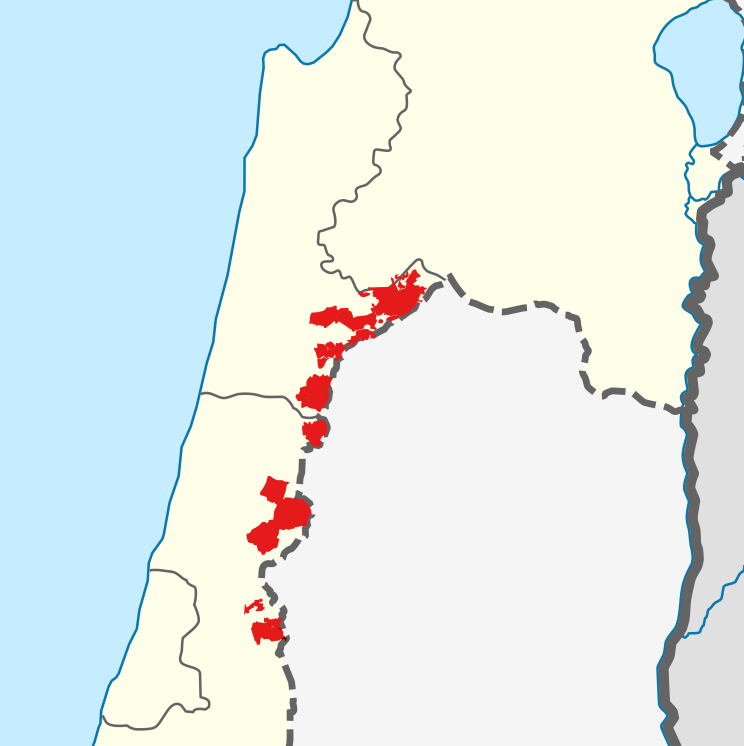
De ligging van de Mesjoelasj (rood), nabij de Groene Lijn (grijze stippellijn)

De Driehoek of Triangel (Hebreeuws: Mesjoelasj המשולש, Arabisch: Muthallath المثلث) is een agglomeratie van steden en dorpen, gelegen aan de oostkant van de Israëlische districten Centrum en Haifa langs de Groene Lijn waar Palestijnse Israëliërs de meerderheid van de bevolking uitmaken. Zowel de Hebreeuwse als de Arabische naam betekent letterlijk Driehoek. Deze 'Driehoek' is verdeeld in een noordelijk deel, met plaatsen als Kafr Qara, Ar'arara, Baqa al-Gharbiyye en Umm al-Fahm, en een zuidelijk deel met plaatsen als Qalansawe, Taibe, Kafr Qasim, Tira, Kafr Bara en Jaljulia.
Andere gebieden in Israël met een hoog Arabisch bevolkingsaandeel zijn Galilea en de noordelijke Negev.

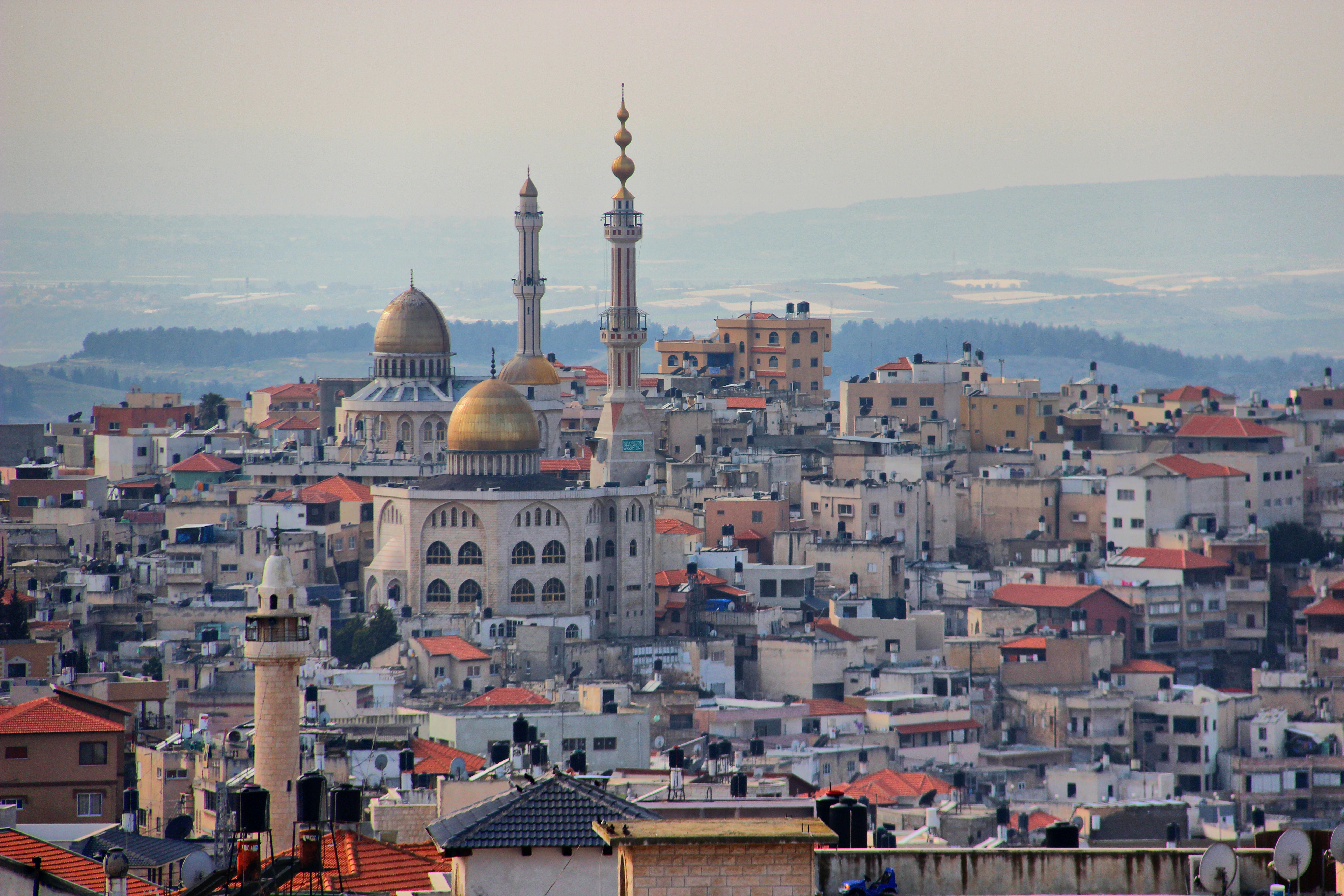
Zicht op de Arabisch-Israëlische stad Umm al-Fahm

In 2004 werd door politicus Avigdor Lieberman het zogeheten Lieberman-plan gelanceerd, waarin De Driehoek in een toekomstige Palestijnse staat zou komen te liggen in ruil voor een deel van de Israëlische nederzettingen op de Westelijke Jordaanoever. Op dit plan werd door een meerderheid van de Arabische Israëliërs afwijzend gereageerd.
In 2020 werd door Donald Trump het 'Peace to Prosperity'-voorstel, ofwel 'Deal of the Century', gepresenteerd voor de oplossing van het Israëlisch-Palestijns conflict. Daarin werd over De Driehoek het volgende geschreven: 'De Driehoek-gemeenschappen bestaan uit Kafr Qara, Ar’ara, Baha al-Gharbiyye, Umm al Fahm, Qalansawe, Tayibe, Kafr Qasim, Tira, Kafr Bara and Jaljulia. Deze gemeenschappen, met grotendeels een Palestijnse identiteit, waren tijdens de onderhandelingen over de wapenstilstandsgrens van 1949 oorspronkelijk aangewezen als vallend onder controle van Jordanië; maar dat werd uiteindelijk tegengehouden door Israël om militaire redenen die sindsdien zijn verlicht. Het voorstel houdt rekening met de mogelijkheid, afhankelijk van de instemming van de partijen, dat de grenzen van Israël opnieuw zó worden getekend dat de Driehoek-gemeenschappen deel van de Palestijnse staat worden. In deze overeenkomst zullen de burgerrechten van de inwoners van deze gemeenschappen onderwerp worden van de daarop van toepassing zijnde wetten en juridische bepalingen van de desbetreffende autoriteiten.'